# РТК 3
РТК 3 је телевизијска станица у склопу Радио-телевизије Косова са седиштем у Приштини. Емитује вести и политичке ток-шоу емисије.

## Историја
Након покретања друге јавне станице (РТК 2), у марту 2014. године покренут је РТК 3, који представља је 24-часовни информативни канал. Такође емитује емисије политичких разговора. РТК 3 је покренут заједно са четвртим каналом, РТК 4, у име службеника Европске радиодифузне уније (ЕРУ). ЕРУ је такође помогла и финансирала покретање ове две станице.